# Katarzyna Zychla
Katarzyna Zychla (* 1971 in Iłża, Polen) ist eine polnische Schriftstellerin. Seit 1999 wohnt die Absolventin eines pädagogischen Hochschulstudiums in Żary. Ihr erster Gedichtband „New Day“ wurde 1995 in Norwegen verlegt. Sie publiziert Gedichte unter anderem bei den Verlagen Punkt Zworty und im Literarischen Almanach Kroniki. 2002 erschien ihr zweiter Gedichtband „Blaue Fenster“.
Sie hat zahlreiche nationale Poesiewettbewerbe gewonnen und errang im landesweiten Poesiewettbewerb 2006 den 3. Platz.

## Publikationen (Auswahl)
- Das Mädchen, das mit dem Wind tanzt (Dziewczynka tańcząca z wiatrem); übersetzt von Agnieszka Debska; Olching: Luqs 2007; ISBN 978-3-940158-05-5

| Personendaten    | Personendaten              |
| ---------------- | -------------------------- |
| NAME             | Zychla, Katarzyna          |
| KURZBESCHREIBUNG | polnische Schriftstellerin |
| GEBURTSDATUM     | 1971                       |
| GEBURTSORT       | Iłża, Polen                |